# Segerseni
Segerseni (... – 1990 a.C. circa) è stato un sovrano egizio collocabile al termine della XI dinastia.

## Biografia
Il nome di questo sovrano compare in un'iscrizione rinvenuta a Umbarakab, in Nubia.
Potrebbe trattarsi di un pretendente al trono egizio vissuto dopo l'ultimo sovrano ufficiale della XI dinastia, Mentuhotep IV, e contemporaneamente al primo sovrano della XII dinastia, Amenenmhat (I). Il potere di Segerseni si sarebbe esteso solamente su parte della Nubia su cui regnarono, nello stesso tempo, altri due pretendenti al trono dell'Egitto: Kakara Ini e Ibkhenetra.

## Titolatura
| G5 |

| G5 |

|       |
| \| \| |
|       |
|       |

|  |

|       |
| \| \| |
|       |
|       |

|  |

| G16 |

| G16 |

|  |

| G8 |

| G8 |

| S34 · G8 |

| S34 · G8 |

| M23 · X1 | L2 · X1 |

| M23 · X1 | L2 · X1 |

| N5 · Z1 | U22 · Z1 | D28 · Z1 |

| N5 · Z1 | U22 · Z1 | D28 · Z1 |

| N5 · Z1 | U22 · Z1 | D28 · Z1 |

| N5 · Z1 | U22 · Z1 | D28 · Z1 |

| N5 · Z1 | U22 · Z1 | D28 · Z1 |

| N5 · Z1 | U22 · Z1 | D28 · Z1 |

| N5 · Z1 | U22 · Z1 | D28 · Z1 |

| N5 · Z1 | U22 · Z1 | D28 · Z1 |

| G39 | N5 |

| G39 | N5 |

| O34 · W11 · r | O34 · n | i | i | A50 |

| O34 · W11 · r | O34 · n | i | i | A50 |

| O34 · W11 · r | O34 · n | i | i | A50 |

| O34 · W11 · r | O34 · n | i | i | A50 |

| O34 · W11 · r | O34 · n | i | i | A50 |

| O34 · W11 · r | O34 · n | i | i | A50 |

| O34 · W11 · r | O34 · n | i | i | A50 |

| O34 · W11 · r | O34 · n | i | i | A50 |